# Frontera entre Burundi y Ruanda
La frontera entre Burundi y Ruanda es la frontera que separa los territorios de la República de Burundi y la República de Ruanda. Tiene 290 km de longitud.

## Características
Pasa por el lago Rweru cerca de las ciudades de Ngozi (Burundi) y Butare (Ruanda). Al oeste, ambos países limitan con la República Democrática del Congo por el río Ruzizi.
Provincias fronterizas:
- Burundi:
  - Cibitoke
  - Kayanza
  - Ngozi
  - Kirundo
  - Muyinga

- Ruanda:
  - P. del Oeste
  - P. del Sur
  - P. del Este

## Historia
Los dos países juntos formaron parte del protectorado África Oriental Alemana en el siglo XIX. Luego de la Primera Guerra Mundial pasó a pertenecer a Bélgica, que la incorporó al Congo Belga. La frontera existe desde el año 1962 cuando los dos países lograron independizarse.